# 天主教望加锡总教区
天主教望加錫總教區（拉丁語：Archidioecesis Makassarensis）是印度尼西亞一個羅馬天主教總教區，位於蘇拉威西島西南部，覆蓋東南蘇拉威西、南蘇拉威西及西蘇拉威西三省，下轄萬鴉老和安汶兩個教區。1998年有教友178,592人、42個堂區、81名司鐸。現任主教為若望·利庫-埃達。
1937年4月13日自西里伯斯代牧區分出，1948年5月13日升為代牧區。1961年1月3日升為總教區。1973年8月22日至2000年3月14日易名為烏戎潘當總教區。